# Presumed Innocent
Presumed Innocent (bra: Acima de Qualquer Suspeita; prt: Presumível Inocente) é um filme americano de 1990, do género suspense, realizado por Alan J. Pakula, com roteiro de Frank Pierson e do próprio Pakula baseado no romance homônimo de Scott Turow, é estrelado por Harrison Ford, Brian Dennehy, Raúl Juliá, Bonnie Bedelia, Paul Winfield e Greta Scacchi. O filme segue Rusty Sabich (Ford), um promotor que é acusado do assassinato de sua colega e amante Carolyn Polhemus (Scacchi).
Presumed Innocent estreou no Fox Bruin Theater em Los Angeles, Califórnia, em 25 de julho de 1990, antes de ser lançado na América do Norte em 27 de julho de 1990. O filme tem uma taxa de aprovação de 86% no Rotten Tomatoes, com os críticos de cinema elogiando sua direção, atuação e roteiro. Ele faturou US$ 221 milhões em todo o mundo e se tornou o oitavo filme com maior bilheteria de 1990. O filme foi seguido por uma minissérie de televisão, The Burden of Proof, em 1992, e uma sequência de filmes de televisão, Innocent, em 2011.

## Resumo
Rusty Sabich (Harrison Ford) é um promotor de Justiça que desempenha a sua função com regularidade, e ao chegar ao trabalho de manhã, recebe a notícia de que sua colega Carolyn Polhemus (Greta Scacchi) fora brutalmente assassinada. Tendo que lidar com as investigações do chefe Raymond Horgan (Brian Dennehy), que está em plena campanha de reeleição, Rusty tenta esconder e apagar os indícios do seu caso com Carolyn, tentando encontrar um suspeito.
Mas, Rusty entra em confronto com Tommy Molto (Joe Grifasi), que também está em campanha pelo mesmo cargo e jura que Rusty esteve no apartamento de Carolyn no dia da sua morte e que tem as suas impressões digitais. Com estas provas Rusty é preso e desprezado por Raymond, que lhe nega apoio.
Empenhado em provar sua inocência, ele contrata um advogado (Raul Julia) e passa a contar com a ajuda do detective Lipranzer (John Spencer), antigo colega de trabalho, e com o apoio de Barbara (Bonnie Bedelia), sua mulher, que sempre soube do seu envolvimento com Carolyn mas acabou por ficar ao seu lado.[carece de fontes?]

## Elenco
- Harrison Ford como Rozat K. "Rusty" Sabich
- Brian Dennehy como Raymond Horgan
- Raul Julia como Alejandro "Sandy" Stern
- Bonnie Bedelia como Barbara Sabich
- Paul Winfield como juiz Larren L. Lyttle
- Greta Scacchi como Carolyn Polhemus
- John Spencer como Det. Dan Lipranzer
- Joe Grifasi como Tommy Molto
- Tom Mardirosian como Nico Della Guardia
- Anna Maria Horsford como Eugenia
- Sab Shimono como Dr. "Painless" Kumagai
- Bradley Whitford como Quentin "Jamie" Kemp
- Christine Estabrook como Lydia "Mac" MacDougall
- Michael Tolan como Mr. Polhemus
- Jesse Bradford como Nat Sabich
- Joseph Mazzello como Wendell McGaffen
- Tucker Smallwood como Det. Harold Greer
- David Wohl como Morrie Dickerman
- Jeffrey Wright como promotor público

## Produção

### Desenvolvimento
O romance de Scott Turow de 1987, Presumed Innocent, havia atraído produtores de filmes pela primeira vez um ano antes de ser publicado. Os direitos do filme foram objeto de uma guerra de ofertas entre uma série de estúdios e produtores estabelecidos. David Brown e Richard D. Zanuck fizeram a primeira oferta de US$75,000. Don Simpson e Jerry Bruckheimer ofereceram inicialmente US$300,000, financiados pela Paramount Pictures, mas recuaram quando os lances subiram para US$750,000. Peter Guber e Jon Peters, e Sydney Pollack e Mark Rosenberg da Mirage Enterprises fizeram lances de US$1 milhão em dinheiro. Metro-Goldwyn-Mayer e Irwin Winkler também fizeram lances, enquanto a Universal Pictures deixou o projeto. Depois que Pollack e Rosenberg adquiriram os direitos em dezembro de 1986, a United Artists negociou com os produtores o financiamento e a distribuição do filme. Em maio de 1987, Pollack contratou Frank Pierson para escrever o roteiro. Pouco depois, a United Artists desistiu como distribuidora. Roger Birnbaum, chefe de produção mundial da United Artists, afirmou que o estúdio considerou o projeto "muito caro". Em julho de 1988, o projeto foi transferido para a Warner Bros.
Pollack e Rosenberg enviaram o roteiro a Alan J. Pakula, que sentiu que precisava melhorar e passou um ano reescrevendo-o com Pierson. Em relação ao processo de roteiro, Turow disse: "Havia três grandes problemas narrativos a serem resolvidos. Ponto de vista; contornar a narrativa da primeira pessoa; sequência temporal; é tudo flashback e Hollywood não gosta disso; e então apenas uma enorme quantidade de enredo". Pierson originalmente imaginou a adaptação do filme como sendo "um filme cheio de sexo e sangue". Pakula sentiu que o conceito de justiça era mais central na história. Ele também queria apresentar o filme em um estilo visual que ecoasse a narrativa do romance. Ao fazer várias mudanças a partir do romance, Pakula e Pierson acrescentaram um novo diálogo e reescreveram o final. Pakula assinou contrato para dirigir o filme em janeiro de 1989.

### Elenco
Vários atores estabelecidos foram considerados para o papel principal de Rusty Sabich. Kevin Costner recusou o papel e Robert Redford foi vetado por Pollack devido à sua idade. Quando ele foi contratado para dirigir o filme, Pakula apenas ofereceu o papel a Harrison Ford, acreditando que o ator possuía uma qualidade de homem comum que melhor se adequava ao personagem. A escolha de Ford foi confirmado em março de 1989. Ele recebeu um salário de US$7 milhões pelo papel. Turow estava inicialmente incerto de Ford interpretando Rusty, mas cedeu depois de ver alguns dos filmes do ator. Ford disse: "Amigos me avisaram que esse era um papel difícil, porque Rusty é um personagem tão passivo e interior. Embora Rusty esteja em todas as cenas, toda a ação acontece ao seu redor. As coisas acontecem com ele". Ao ser escolhido, Ford leu o romance para evitar discussões sobre eventos e detalhes que foram deixados de fora no livro. Ford também sugeriu a Pakula que Rusty tivesse um corte de cabelo curto. Ele explicou: "Descobri muitas coisas que eu poderia expressar com esse corte de cabelo curto. Mais simples de tudo, eu queria dizer ao público para deixar sua bagagem em casa — para não esperar o Harrison Ford que eles viram antes".
Na preparação de seus papéis, os atores tiveram acesso a advogados que atuariam como consultores. Ford observou julgamentos de assassinato com Pakula em um tribunal em Detroit e assistiu a imagens de treinamento da Associação de Promotores de Michigan. Greta Scacchi , que interpreta Carolyn Polhemus, observou Linda Fairstein, chefe da unidade de crimes sexuais da New York County District Attorney. Raúl Juliá, que interpreta Sandy Stern, pesquisou seu papel ao se reunir com o advogado criminal Michael Kennedy. Paul Winfield fez lobby pelo papel do juiz Larren Lyttle ao ler o romance e saber que a adaptação seria dirigida por Pakula. Winfield se reuniu com o juiz da Suprema Corte de Nova York, Bruce M. Wright, que insistiu em usar uma túnica judiciária e observar vários casos.

### Filmagem
Pakula passou três semanas ensaiando com os atores antes de começar a filmagem principal em 31 de julho de 1989 com um orçamento de US$20 milhões. As filmagens começaram em Detroit, onde a produção filmou cenas externas pela primeira vez. Os locais incluíam o Westin Hotel, do Renaissance Center, Philip A. Hart Plaza, a Woodbridge Tavern, o Mercado Oriental de Detroit, Jackie's Bar and Restaurant, St. Aubin Marina e o telhado da garagem do International Plaza. Em 3 de agosto de 1989, a produção foi transferida para o Reaume Park, em Windsor, Ontário, para uma sessão de 13 horas. Depois que as filmagens em Detroit terminaram em 9 de agosto de 1989, a produção foi transferida para o Kaufman Astoria Studios em Queens, Nova York. Os cineastas construíram um tribunal modelado após um em Cleveland, Ohio, que não estava disponível para as filmagens. A produção mudou-se para Newark. Por dois dias, a North Reformed Church foi usada para representar o funeral de Carolyn Polhemus. De 14 a 15 de agosto, os cineastas filmaram cenas na Newark City Hall. O Essex County Courthouse foi usado para uma breve sequência no tribunal, e o necrotério da cidade de Newark foi usado para representar o consultório médico do Dr. Kumagai. Um projeto habitacional programado para demolição foi usado para uma cena que descreve o interrogatório de Rusty e do detetive Lipranzer sobre um suspeito.
No final de agosto, a equipe mudou-se para Allendale, Nova Jérsei. Uma casa suburbana na East Orchard Street foi usada para filmar cenas externas e internas da casa da família Sabich. O porão da casa foi usado para filmar uma cena envolvendo Rusty e sua esposa. O elenco e a equipe retornaram ao Kaufman Astoria Studios para filmar as cenas do julgamento. Filmagem principal concluída em 24 de outubro de 1989.

## Lançamento
Presumido Innocent realizou sua estreia mundial no Fox Bruin Theater em Los Angeles, Califórnia, em 25 de julho de 1990, com uma festa realizada no restaurante Chasen's. O filme foi lançado em 27 de julho de 1990, distribuído pela Warner Bros. A trilha sonora feita por John Williams foi lançado pela gravadora Varèse Sarabande em 7 de agosto de 1990.

### Bilheteria
Lançado em um total de 1,349 cinemas nos Estados Unidos e no Canadá, o filme arrecadou US$11,718,981 em seu primeiro final de semana, garantindo a posição número um nas bilheterias. Houve uma queda significativa nos números de bilheteria durante o segundo fim de semana de lançamento. O filme ganhou um adicional de US$10,176,663—uma queda geral de 13,2% em relação ao fim de semana anterior— e passou para o segundo lugar atrás de Ghost. Em seu terceiro fim de semana, o filme arrecadou US$7,901,866 adicionais, por um total doméstico bruto de US$42,012,238. Ele arrecadou um adicional de US$6,101,374 em seu quarto fim de semana. O filme retornou ao quarto lugar na quinta semana, arrecadando outros US$4,646,004, e retornou ao terceiro lugar nas duas semanas seguintes.
Presumed Innocent arrecadou US$86,303,188 durante sua exibição nos cinemas na América do Norte. Juntamente com sua receita internacional de US$135 milhões, acumulou US$221,303,188 em totais de bilheteria em todo o mundo. Na América do Norte, era o décimo segundo filme mais rentável de 1990, e o quarto em bilheteria com a classificação R da Motion Picture Association of America liberado naquele ano. No mundo todo, foi o oitavo filme de maior bilheteria de 1990, assim como o filme de maior bilheteria da Warner Bros. naquele ano.

## Mídia doméstica
O filme foi lançado em VHS e LaserDisc em 27 de março de 1991 pela Warner Home Video. Foi lançado em DVD em 17 de dezembro de 1997. Em 23 de fevereiro de 2010, o filme foi lançado em disco Blu-ray como "Thriller Double Feature" ao lado de Frantic (1988).

## Recepção

### Resposta da crítica
O site de agregação de resenhas Rotten Tomatoes coletou 52 avaliações e deu ao filme uma pontuação de 87%; a pontuação média é de 7,5 em 10. O consenso crítico do site diz: "Graças a um excelente roteiro, direção focada por Alan Pakula e a um desempenho fascinante de Harrison Ford, Presumed Innocent é o tipo de suspense de tribunal eficaz que muitos outros desejam ser". As audiências consultadas pelo CinemaScore deram ao filme uma nota média de "A-" na escala A+ a F.
A Warner Bros. solicitou em comunicado de imprensa que os críticos não discutissem o final do filme. Richard Schickel, da revista Time, desconsiderou o pedido e revelou a inocência de Rusty em sua crítica. Ele escreveu: "O assassino de Carolyn tem um excelente motivo para matá-la... Mas é difícil aceitar a possibilidade de que o verdadeiro autor deixe sua fuga da armadilha inteiramente ao acaso". Jay Boyar, do Orlando Sentinel, supôs: "Não é verdade que a Warner Bros. esteja realmente preocupada com o fato de os revisores sugerirem a solução para o mistério do assassinato. É que o estúdio quer aumentar a impressão de que o filme está cheio de surpresas". Roger Ebert do Chicago Sun-Times declarou: "Mesmo que você pense que sabe qual é a solução, as performances são tão inteligentes e o roteiro ... é tão sutil que pode resultar que suas expectativas estão erradas".
Sheila Benson, escrevendo para o Los Angeles Times, declarou: "Inteligente, complexo e fascinante, Presumed Innocent ... é um daqueles filmes raros em que todos os atores parecem estar em um estado de graça, onde o funcionamento do maquinário nunca aparece e, depois que acaba, corre-se e repassa seus meandros com um profundo senso de satisfação". Peter Travers, escrevendo para a Rolling Stone, chamou o filme de "um suspense inteligente, apaixonado e constantemente cativante". Janet Maslin, do The New York Times, elogiou a direção de Pakula, escrevendo: "Pakula dirigiu uma intensa, envolvente e gratificante adaptação para a tela da história de Turow". O crítico de cinema Jonathan Rosenbaum escreveu que o filme era "um drama de tribunal de alto nível que o manterá adivinhando se você não leu o livro; mesmo se você tiver, ainda é uma história muito bem trabalhada". A revista Variety elogiou as performances, escrevendo: "Ford, em um desempenho muito maduro, sutil e discreto, realiza o feito difícil de tornar impossível ter certeza. Bedelia é maravilhosamente controlada e Scacchi, sem qualquer indício de sotaque europeu, é convincente e sedutora" Gene Siskel, do Chicago Tribune, elogiou o elenco de apoio, escrevendo: "Raul Julia é excelente como sinistro advogado de defesa da Ford. John Spencer, Joe Grifasi, Tom Mardirosian e Sab Shimono são cada um convincente como investigador, lacaio político, promotor e juiz".
Owen Gleiberman, escrevendo para a Entertainment Weekly, criticou a direção de Pakula, afirmando: "Pakula é bom em apresentar uma série intrincada, quase matemática de eventos (seu melhor filme continua sendo All the President's Men), mas ele não é grande na atmosfera. O filme poderia ter usado algumas das entranhas da cidade que Sidney Lumet trouxe para Q&A". Dave Kehr, também escrevendo para o Chicago Tribune, declarou: "Embora seja um filme bonito, cuidadosamente encenado e corajoso, a transição para a tela apenas exagera a natureza descartável do material, privando-o da única força estilística do romance, seu narrador não confiável".

### Premiações
Presumed Innocent recebeu várias indicações, com reconhecimento especial por seu roteiro de Alan J. Pakula e Frank Pierson. O filme recebeu uma indicação ao prêmio Edgar Allan Poe de Melhor Filme, e uma indicação ao prêmio USC Scripter para Pakula, Pierson e o romance de Turow.
| List de premiações     | List de premiações       | List de premiações | List de premiações                                            | List de premiações | List de premiações |
| Prêmio                 | Data ou ano da cerimônia | Categoria          | Destinatário(s) e candidato(s)                                | Resultado          | Ref(s)             |
| ---------------------- | ------------------------ | ------------------ | ------------------------------------------------------------- | ------------------ | ------------------ |
| Edgar Allan Poe Awards | 1990                     | Melhor Filme       | Alan J. Pakula, Frank Pierson                                 | Indicado           | [ 47 ]             |
| USC Scripter Awards    | 1991                     | USC Scripter Award | Alan J. Pakula, Frank Pierson (roteiro) Scott Turow (romance) | Indicado           | [ 48 ]             |

## Sequências

### The Burden of Proof
Presumed Innocent  foi seguido por uma minissérie de televisão em duas partes, The Burden of Proof (1992). Baseado no romance de Turow em 1990 , a minissérie se concentra no advogado de defesa Sandy Stern (interpretada por Héctor Elizondo), que investiga o passado de sua esposa após a mesma ter supostamente tirado a própria vida. Brian Dennehy, que esteve no filme, apareceu em um papel separado como cunhado de Stern. O primeiro capítulo da minissérie foi ao ar na rede ABC em 9 de fevereiro de 1992, com a segunda parte no ar na noite seguinte, em 10 de fevereiro.

### Innocent
Uma sequência feita para a televisão, Innocent (2011), foi baseada no romance de Turow de 2010 para Presumed Innocent. Passada vinte anos após os eventos do filme de 1990, a história segue Rusty Sabich ( Bill Pullman), que é acusado pelo assassinato de sua esposa Barbara (Marcia Gay Harden). Innocent foi ao ar na TNT em 30 de novembro de 2011, como parte da série "Mystery Movie Night", uma coleção de seis filmes feitos para a televisão baseados em romances mais vendidos.